# 莱奥格
莱奥格（法語：Les Hogues，法語發音：[le ɔɡ]）是法国厄尔省的一个市镇，位于该省东北部，属于莱桑德利区。

## 地理
莱奥格（49°25'35"N, 1°23'47"E）面积11.81 平方千米，位于法国诺曼底大区厄尔省，该省份为法国北部内陆省份，北起滨海塞纳省，西接奧恩省和卡爾瓦多斯省，南至厄尔-卢瓦省，东临瓦兹省、瓦兹河谷省和伊夫林省。
与莱奥格接壤的市镇（或旧市镇、城区）包括：里昂斯拉福雷、昂代勒河畔佩里耶、佩吕埃勒。

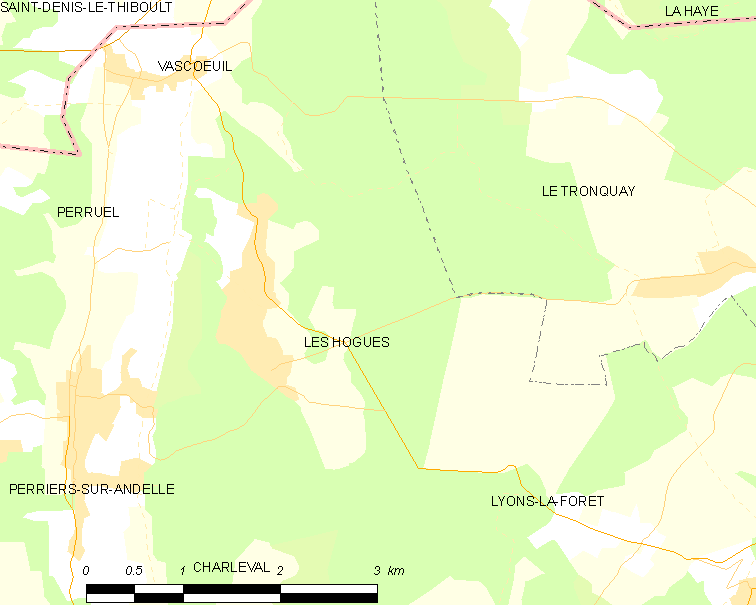
莱奥格的OSM定位图

莱奥格的时区为UTC+01:00、UTC+02:00（夏令时）。

## 行政
莱奥格的邮政编码为27910，INSEE市镇编码为27338。

## 政治
莱奥格所属的省级选区为昂代勒河畔罗米伊县。

## 人口

1962-2008年间莱奥格人口变化图示

莱奥格于2022年1月1日时的人口数量为685人。